# Trolls (película)
Trolls es una película estadounidense de animación por ordenador, comedia musical en 3D dirigida por Mike Mitchell y Walt Dohrn, producida por DreamWorks Animation y distribuida por 20th Century Fox. Cuenta con las voces de Anna Kendrick, Justin Timberlake, Russell Brand, Zooey Deschanel, Gwen Stefani, James Corden, Kunal Nayyar, Christine Baranski entre otros. Está basada en el Muñeco Troll, creado por el leñador danés Thomas Dam en 1959. La película se estrenó el 28 de octubre de 2016 en España, y el 4 de noviembre del mismo año en EE. UU. y otros países.

## Argumento
La historia comienza con la voz de Poppy (Anna Kendrick), quien nos narra sobre la vida de los trolls, lo que más les gusta hacer (cantar, bailar y abrazar) y nos habla sobre unas criaturas malvadas llamadas "Bergens" (Bertenos en Hispanoamérica), quienes no saben ni cantar, ni bailar, tampoco abrazar y siempre eran molestos todos los días excepto en un día festivo llamado Trollsticio, donde los Bergens se comen a los trolls para probar su felicidad. Ese día del Trollsticio, en el castillo del pueblo Bergen, el Príncipe Gristle (Grisel en Hispanoamérica), muy emocionado corre a la habitación de su padre, el Rey Gristle y lo despierta. Luego todos los Bergens se reúnen alrededor del árbol Troll (que está encerrado en un jaula) Chef da inicio a la celebración y elige al príncipe Gristle para que pruebe su primer Troll (ya que nunca ha probado un troll en toda su vida) Chef le da su primer troll, quien resulta ser la princesa Poppy, pero cuando Gristle la prueba, la escupe diciendo que está podrida, cuando la revisaron, resultó que era falsa, entonces cuando Chef pateó el árbol todos los trolls que cayeron al suelo que también eran falsos mientras que los verdaderos trolls escaparon por un túnel debajo del árbol con la ayuda de su líder el Rey Peppy (Pepe en Hispanoamérica) (padre de Poppy). Más tarde en el pueblo Bergen ya de noche, los Bergens, muy molestos expulsan a Chef según el Rey Gristle la expulsaran para siempre pero Chef no se dará por vencida hasta encontrar a los trolls.
20 años después, se muestra a Poppy ya adulta, narrando la historia a unos niños trolls y anunciando también que ese mismo día han logrado escapar del pueblo Bergen y para eso, lo celebrarán con la fiesta más grande de todas. Mientras que terminara haciendo un número musical con sus amigos, aparece Branch (Ramón en Hispanoamérica) (Justin Timberlake), un troll gris al que no le gusta celebrar y siempre se prepara para algún ataque Bergen y por eso, sus amigos intentan cambiarlo de actitud diciendo que vaya a la fiesta con ellos, pero se niega. Ya en la hora de la fiesta, todos se divierten pero Poppy se divierte más que todos y hace demasiado ruido en la fiesta provocando que Chef (quien ha estado buscando a los trolls por 20 años) logre finalmente encontrarlos. Mientras Poppy agradece a su padre por haberlos salvado, son interrumpidos por Chef, quien los encuentra y captura a los amigos de Poppy: Guy Diamond (Diamantino en Hispanoamérica y Guy Diamante en España), DJ Suki, Biggie (Grandulón en Hispanoamérica y Grandullón en España) con Mr. Dinkles (Sr. Peluche en Hispanoamérica y Sr. Dinkles en España), Fuzzbert (Fuzzberto en Hispanoamérica y Pelos en España), Satin (Satín en Hispanoamérica y Satén en España) y Chenille (Seda en Hispanoamérica y Chanelle en España), Cooper y Creek (Arroyín en Hispanoamérica). Luego del secuestro, Poppy y los trolls salen de su escondite y se preguntan qué harán y el Rey Peppy les dice que vayan a buscar un nuevo hogar antes de que los Bergens vuelvan pero Poppy le sugiere que vayan a salvar a los trolls capturados, pero el Rey se niega por lo que ella está decidida a hacerlo sola y para eso pide ayuda a Branch (quien ha estado escondido en su búnker durante la fiesta) pero también se niega.
Más adelante, Poppy va por diferentes lugares por salvar a sus amigos con la canción "Me levantaré", pero luego está a punto de ser devorada por unas tres arañas de cuatro ojos, pero sorprendentemente, Branch llega al rescate y logra salvarla, y Poppy admite que no puede hacer el viaje sola. Al día siguiente, llegan hacia el lugar donde hay muchos túneles y unos de ellos conduce al árbol troll y se encuentran con un Tipo Nube y se ofrece a llevarlos al túnel que conduce al pueblo Bergen a menos que Branch chocara los cinco con él. Mientras tanto, en el castillo del pueblo, el príncipe Gristle, que ahora es el rey debido a la muerte de su padre, aún sigue deprimido porque nunca será feliz, pero Chef llega al castillo revelando al rey que ha encontrado a los trolls y que finalmente será feliz, luego Chef llega a la cocina del castillo donde encierra a los Trolls en una jaula y les cuenta su malvado plan. 
Mientras tanto, Poppy y Branch llegan al castillo y encuentran a los trolls encerrados en el comedor principal donde se hará el Trollsticio. Cuando Gristle revisa la jaula, se da cuenta de que no hay suficientes trolls pero Chef saca a un troll de la jaula, que resulta ser Creek. Después de que Gristle pensara cuatro veces antes de comerlo, Chef no aguanta más y mete a Creek en la boca del rey. Poco después, mientras Bridget (Zooey Deschanel), la sirvienta de Chef, después de que bajara las escaleras hacia su habitación con la jaula donde están los trolls capturados y de escuchar a Chef decir que lavara los platos, comienza a llorar y mientras está triste, canta una canción que nos cuenta sobre sus sentimientos hacia el rey. Más tarde se queda dormida y Poppy y Branch aprovechan para liberar a los trolls, pero de pronto Bridget se despierta y trata de atraparlos, pero Poppy la detiene diciéndole que la puede ayudar para que Bridget pueda ser la novia de Gristle. Ella acepta y cuando los trolls van a ayudarla, hace una pausa preguntándoles por qué Branch no canta.  Entonces sus amigos tratan de convencerlo de que cante con ellos pero se niega como siempre. Mientras los demás tratan de calmar a Bridget (quien estaba llorando porque el plan no iba a funcionar sin la ayuda de Branch), Branch intenta escapar por una ventana pero Poppy le sigue preguntándole sin parar por qué no quiere cantar, Branch le cuenta por qué: Cuando él era niño solía cantar todos los días, pero un día mientras no paraba de cantar, su abuela arriesgó su vida para salvarlo de Chef (quien estaba a punto de agarrar a Branch que no se dio cuenta de que estaba detrás de él), y por eso Branch perdió la esperanza y se volvió gris tal y como él es ahora. Al final, Branch acepta ayudar con la condición de que no cantará en ningún momento.
Luego de que el plan de ayudar a Bridget a salir con Gristle funcionara, los trolls están decididos a rescatar a Creek (quien se reveló que estaba escondido adentro de la joya del rey y de que sigue vivo), pero Bridget los detiene pidiéndoles que les ayudara para estar con el rey durante el Trollsticio, Poppy trata de convencerla de que sea ella misma y con eso Bridget termina llorando diciéndoles a los trolls que la dejen sola y se van a buscar a Creek. Minutos más tarde, luego de robar la joya del rey y ser perseguidos por la mascota del rey, abren la joya y se dan cuenta de que Creek no está dentro y en ese momento son capturados por Chef. Minutos más tarde, Chef les muestra a Creek, el cual estaba escondido dentro de la bolsa y Poppy le sugiere una explicación. Creek les cuenta de que cuando estuvo a punto de ser devorado por Gristle, se sujetó de algo que colgaba detrás de la garganta y Gristle al escupirlo, Creek le suplica a Chef que hará lo que le pida a cambio de que no se lo coman. 
Durante el Trollsticio, luego de que Poppy y todos los demás trolls que fueron atrapados por Chef y sus ayudantes los encerraran dentro de una olla, Poppy pierde la esperanza y se vuelve gris, al ver esto los demás se vuelven grises. Luego de unos minutos de silencio, alguien inesperadamente comienza a cantar y para sorpresa de todos era Branch quien empezó a cantar. Poppy con eso recobra la esperanza y al mismo tiempo, Branch le revela que está enamorado de ella.
La olla es abierta por Bridget para dejarlos escapar como agradecimiento por mostrarle ser feliz. Todos los trolls escapan pero Poppy decide volver para ayudar a Bridget a no ser castigada por dejarlos escapar.
En el castillo de los Bergens, Chef, en medio de todos, destapa la olla descubriendo que está vacía. Entonces piensa que Bridget se comió a todos los trolls y la acusa y cuando los guardias iban a capturarla, aparecen Poppy y los demás Trolls para salvar a Bridget y disfrazarla otra vez de Lady Glittersparkles (Lady Brillantina en Hispanoamérica y Lady Purpurina en España) (con el cual había enamorado a Gristle). Poppy le explica todo a Gristle y le dice que lo que siente al estar con Bridget era felicidad (ya que él creía que era por comer mucha pizza). Luego les dice a todos los Bertenos que ellos pueden ser felices ya que la felicidad no es algo que se come, sino algo que está dentro de todos. Entonces, los Trolls comienzan a cantar y los Bergens comienzan a sentirse felices. Chef intenta obligar a Gristle a comerse a Branch, pero Poppy lo salva y con la ayuda de todos los trolls meten a Chef en una carreta, la cual tenía a Creek en su bolsa. Más adelante, coronan a Poppy como reina en una celebración donde algunos Bergens están invitados. Finalmente, la nueva reina decreta que la hora de los abrazos es ahora a toda hora, para así poderse dar un abrazo con Branch.
En una escena poscréditos, se ve a Chef aún en la carreta, tomando a Creek para comérselo, pero están justo encima de una gran planta aparentemente carnívora que se abre y se come a chef y a Creek, volviendo a cerrarse.

## Reparto
| Personaje                                  | Actores de voz           | Actores de voz             | Actores de voz        |
| Personaje                                  | Inglés                   | Hispanoamérica             | España                |
| ------------------------------------------ | ------------------------ | -------------------------- | --------------------- |
| Poppynova                                  | Anna Kendrick            | Belinda                    | Paula Ribó            |
| Poppynova                                  | Iris Dohrn (bebé)        | Regina Ortiz de Pinedo     | Lara Berot            |
| Ramón (Branch)                             | Justin Timberlake        | Aleks Syntek               | Iván Labanda          |
| Ramón (Branch)                             | Liam Henry (niño)        | Judá Elohim                | Jan Gelabert          |
| Bridget "Lady Brillantina (Lady Purpurina" | Zooey Deschanel          | Annie Rojas                | Carla Mercader        |
| Arroyín (Creek)                            | Russell Brand            | Víctor Ugarte              | Luis Posada           |
| Grandulón (Grandullón, Biggie)             | James Corden             | Eduardo Garza              | Aleix Estadella       |
| DJ Suki                                    | Gwen Stefani             | Daniela Luján              | Melania Pérez         |
| Satin (Satén)                              | Aino Jawo                | Patricia Caeli Santaolalla | Marina García Guevara |
| Seda (Chanelle, Chenille)                  | Caroline Hjelt           | Angélica Villa             | Nerea Alfonso         |
| Cooper                                     | Ron Funches              | Moisés Iván Mora           | José Javier Serrano   |
| Diamantino (Guy Diamante, Guy Diamond)     | Kunal Nayyar             | José Ángel Torres          | Toni Mora             |
| Abuela Rosiepuff                           | GloZell Lynette Simon    | Gaby Cárdenas              | Ariadna de Guzmán     |
| Aspen Heitz                                | Ricky Dillion            | Erick Selim                | Raúl Rodríguez        |
| Moxie Dewdrop                              | Meg DeAngelis            | Fiorella Sargenti          | Diana de Guzmán       |
| Mandy Sparkledust                          | Kandee Johnson           | Nancy Dobles               | N/d                   |
| Cookie Sugarloaf                           | Grace Helbig             | Bettina García             | N/d                   |
| Chef                                       | Christine Baranski       | Gloria Obregón             | Silvia Castelló       |
| Rey Gristle                                | John Cleese              | Humberto Vélez             | Juan Fernández        |
| Príncipe Gristle / Rey Gristle Jr.         | Christopher Mintz-Plasse | Emilio Treviño             | Roger Isasi-Isasmendi |
| Nube (Tipo Nube, Cloud Guy)                | Walt Dohrn               | Luis Leonardo Suárez       | Gonzalo Abril         |
| Chiquilina (Peque, Smidge)                 | Walt Dohrn               | Jorge Ortiz de Pinedo      | Ramón Canals          |
| Fuzzberto (Fuzzbert, Pelos)                | Walt Dohrn               | N/d                        | N/d                   |
| Rey Peppy                                  | Jeffrey Tambor           | Gerardo Vásquez            | Miguel Ángel Jenner   |
| Darius                                     | Mike Mitchell            | Raúl Maneses               | N/d                   |
| Capitán Starfunkle                         | Mike Mitchell            | Francisco Colmenero        | N/d                   |
| Baberín                                    | Rhys Darby               | Eduardo Giaccardi          | N/d                   |
| Guardia Berteno - Todd                     | Curtis Stone             | Pedro D'Aguillón Jr.       | N/d                   |
| Guardia Berteno - Chad                     | Mike Mitchell            | Francisco Colmenero        | N/d                   |
| Keith                                      | Emmett Mitchell          | Matías Escajadillo         | N/d                   |
| Niño Troll #1                              | N/d                      | Zoe Mora                   | N/d                   |
| Niño Troll #2                              | N/d                      | Lucía Vallejo              | N/d                   |
| Niño Troll #3                              | N/d                      | Natalia Escajadillo        | N/d                   |
| Niño Troll #4                              | N/d                      | Nicole Florencia           | N/d                   |
| Niño Troll #5                              | N/d                      | Jared Mendoza              | N/d                   |
| Sr. Peluche                                | Walt Dohrn               | Dan Osorio                 | N/d                   |
| Troll en túnel                             | Walt Dohrn               | Raymundo Armijo            | N/d                   |
| Harper                                     | Quvenzhané Wallis        | Andrea Torre               | Laia Vidal            |

## Producción
El 23 de junio de 2010, DreamWorks Animation anunció que tenía planes para crear una película basada en los muñecos Trolls. Los hermanos Adam Wilson y Melanie Wilson LaBracio fueron elegidos para escribir el guion y Dannie Festa, de Festa Entertainment, como el productor ejecutivo.

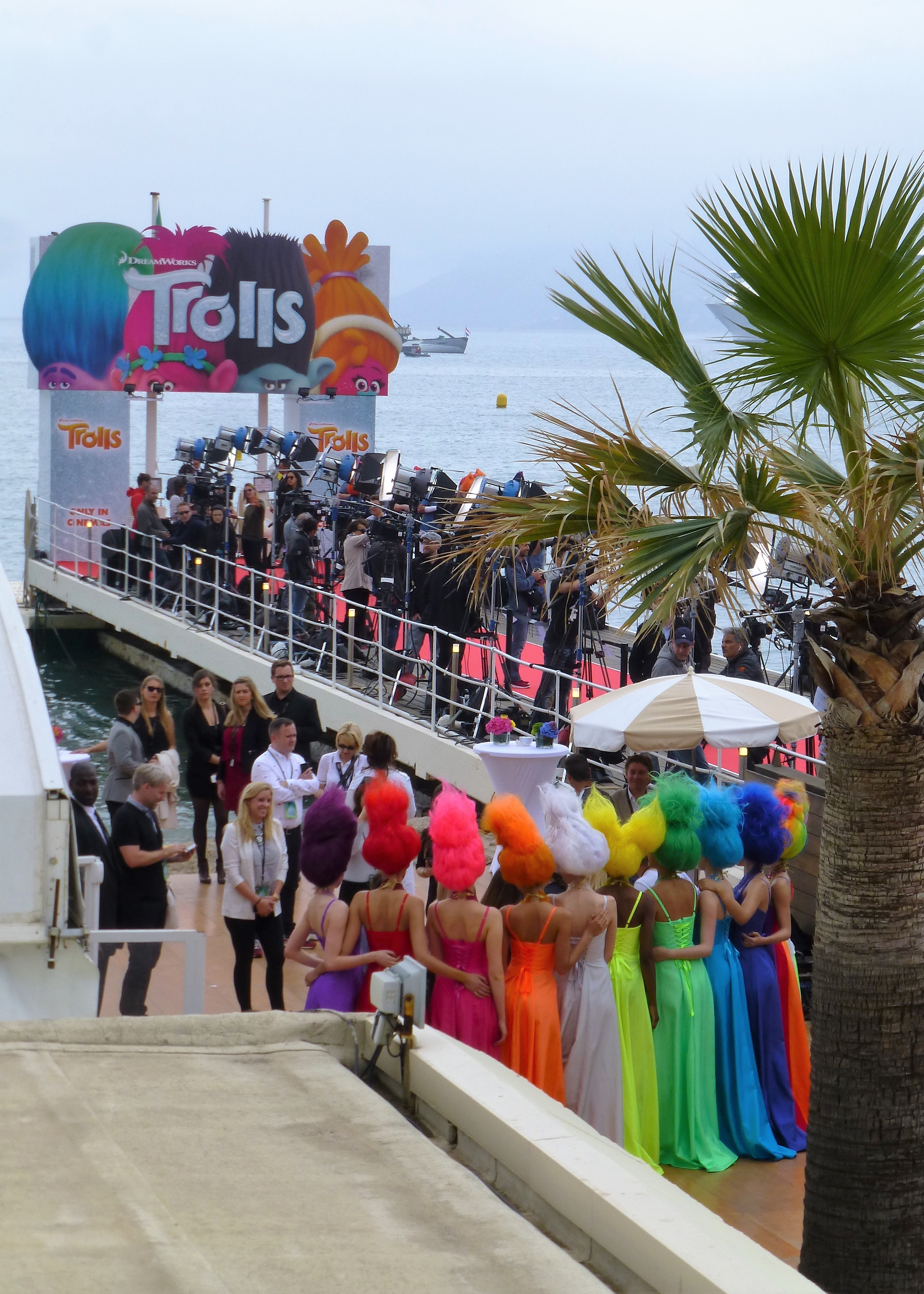
La presentación de Trolls durante el Festival de Cannes 2016.

En enero de 2016, se confirmó que Anna Kendrick sería la voz de Poppy, la protagonista femenina, mientras que el papel del protagonista masculino, Branch, será interpretado por Justin Timberlake.
En septiembre de 2012 20th Century Fox y DreamWorks Animation anunciaron que Trolls sería estrenada el 4 de noviembre del 2016. Peter Ramsey, el director de El origen de los guardianes, dijo que Trolls se basa en parte en una novela de Terry Pratchett. En mayo de 2013, la película se retrasó por un año, posponiendo su estreno al 4 de noviembre de 2016. El mismo mes, DreamWorks Animation anunció que Mike Mitchell y Erica Rivinoja habían sido contratados como director y guionista respectivamente para "reimaginar" la película como una comedia musical, que presentará el origen del pelo colorido de los Trolls.
El 11 de abril de 2013, DreamWorks Animation anunció que había adquirido la propiedad intelectual para la franquicia Trolls de Dam Family y Dam Things. DreamWorks Animation, que tiene "grandes planes para la franquicia", se ha convertido en el exclusivo licenciador mundial de los derechos de mercancías, con excepción de los países escandinavos, donde Dam Things sigue siendo el licenciante.
El 28 de enero de 2016 se presentó el primer tráiler de la película.
El 31 de mayo de 2016 la cantante y actriz Belinda anunció que será la voz de Poppy en la versión en español de la película para Hispanoamérica.

## Música
Como productor ejecutivo de la música de Trolls, Justin Timberlake publicó la canción original «Can't Stop the Feeling!» el 6 de mayo de 2016. Además confirmó la participación de Ariana Grande, Gwen Stefani y Anna Kendrick en la banda sonora de la película.Fue nominada a mejor canción en varios premios entre ellos a un Óscar y Globo de Oro.